# Stadio Nicola De Simone
Stadio Nicola De Simone – stadion piłkarski w Syrakuzach, we Włoszech. Został otwarty w 1932 roku. Może pomieścić 5946 widzów. Swoje spotkania rozgrywają na nim piłkarze klubu ASD Siracusa.
Stadion został otwarty w 1932 roku, a jego projektantem był Raffaele Leone. Początkowo obiekt został nazwany „Stadio del Littorio”. Jeszcze w latach 30. XX wieku nazwę zmieniono na „Stadio Vittorio Emanuele III” (na cześć króla Włoch, Wiktora Emanuela III). W 1979 roku zmieniono patrona areny, nadając jej imię Nicoli De Simone („Stadio Nicola De Simone”), piłkarza lokalnej drużyny, zmarłego w wyniku urazu doznanego podczas meczu. W przeszłości obiekt posiadał bieżnię lekkoatletyczną; od 2017 roku wyposażony jest w boisko ze sztuczną murawą.